# رادو لفتر
رادو لفتر (به انگلیسی: Radu Lefter،  زادهٔ ۳۱ مارس ۲۰۰۱) یک کشتی‌گیر آزادکار اهل کشور مولداوی است. وی سابقه حضور در المپیک ۲۰۲۴ پاریس را دارد.